# Hyles gonneri
Hyles gonneri är en fjärilsart som beskrevs av Bandermann. Hyles gonneri ingår i släktet Hyles och familjen svärmare. Inga underarter finns listade i Catalogue of Life.